# О’Холлеран, Том
Томас Чарльз О’Холлеран (англ. Thomas Charles O'Halleran; род. 24 января 1946, Чикаго, Иллинойс) — американский политик, представляющий Демократическую партию. Член Палаты представителей от 1-го избирательного округа Аризоны с 3 января 2017 года.

## Биография
С 1966 по 1975 год работал в Департаменте полиции Чикаго, затем перешел на работу в Чикагскую торговую палату. В 1990-х переехал в Аризону, в 2001 году стал депутатом Палаты представителей штата от Республиканской партии, а в 2007 году — членом Сената Аризоны. В 2008 году проиграл внутрипартийные выборы Стиву Пирсу.
Покинув законодательное собрание штата, О’Холлеран работал на местном радио в Седоне.
В 2014 году вышел из Республиканской партии, объясняя свое решение несогласием с её платформой по вопросам образования, экологии и защиты детей. В том же году безуспешно пытался вернуться в Сенат штата в качестве независимого депутата, но проиграл выборы с разницей в 3 %.
6 августа 2015 года объявил о намерении баллотироваться в федеральную Палату представителей от Демократической партии в первом избирательном округе Аризоны: представлявшая его демократка Энн Киркпатрик вместо переизбрания на новый срок решила участвовать в выборах в Сенат против Джона Маккейна. Соперниками О’Холлерана был шериф округа Пинал, республиканец Пол Бабе и кандидат от партии зелёных Рэй Пэрриш. 8 ноября О’Холлеран одержал победу, набрав 50,7 % голосов, при этом на состоявшихся одновременно президентских выборах в его округе большинство избирателей поддержали республиканца Дональда Трампа.